# تيكن (لعبة فيديو)
تيكن هي لعبة قتال يابانية، وتعتبر الجزء الأول من سلسلة تيكن، صدرت عام 1994 للاستخدام المنزلي.

## القصة
هيهاتشي ميشيما (الرئيس) يعلن عن بدء بطولة ملك القبضة الحديدية (أو The King of Iron Fist Tournament) الأولى. وهي بطولة قتالية يتبارز فيها متشاركون حتى يصل أحدهم إلى مبارزة الرئيس وهو هيهاتشي ميشيما المؤسس، فإن تغلب عليه، فإن أملاك الأخير وشركاته - التي تعرف باسم ميشيما زايباتسو - تصبح ملكا للفائز، ويا لها من جائزة مغرية.
لهيهاتشي ميشيما ابن وهو كازويا ميشيما، قام والده برميه من جبل عميق حتى يختبر قوة ابنه، فإن نجى من الوادي المميت، فهو قوي، وإن لم ينج، فهو ضعيف ولا يستحق أن يعيش. واستطاع كازويا أن يصارع الموت في الوادي وتغلب عليه، لكن الحقد على أبيه بدأ يكبر في قلبه، ورغبة الانتقام أخذت تتكون في صدره، حتى سيطرت عليه روح شيطانية. وبعدها خرج من الوادي، وقرر المشاركة في البطولة التي أقامها والده بدافع ينتقم من الأخير.
تنتهي القصة بانتصار كازويا، وانتزاعه لملكية أبيه. وانتقاما من الأخير، رمى بأبيه من سطح الجبل، كما فعل به عندما كان صغيرا.

## الشخصيات
مع بداية اللعبة، هنالك ثمان شخصيات متاحة، لكل واحد من أولئك الثمانية رئيس، يمكن جعله متاحا للعب به، بعد إنهاء Arcade Mode بالشخصية المطلوبة. بالإضافة إلى هيهاتشي ميشيما، أي 17 شخصية.

### لجعل هيهاتشي متاحا للعب
- قم باختيار أية شخصية وألعب بها Arcade Mode من غير أن تخسرة أية مباراة.

## وصلات خارجية
- تيكن على موقع IMDb (الإنجليزية)
- *الموقع الرسمي باليابانية نسخة محفوظة 13 فبراير 2010 على موقع واي باك مشين.
- Tekken page at Tekkenpedia

(راجع قائمة شخصيات تيكن)